# II. Caesareai Valter
II. Caesareai Valter vagy II. Grenier Valter (meghalt 1189–1191) a Jeruzsálemi Királyság vezető báróinak egyike, bátyja, Caesareai (Grenier) Guidó örököseként 1176-tól haláláig Caesarea ura. Születési éve ismeretlen. Szüleit, Caesareai (Grenier) Hugót és Gothman Izabellát mint házaspárt ötször említik oklevelek 1160 és 1166 között.
Valter és Guidó 1174 júliusában tanúsították Amalrik jeruzsálemi király egyik oklevelét, ami azt jelenti, hogy akkor már legalább tizenöt évesnek kellett lenniük. Más források nem említik Valtert 1182-ig, amikor Caesarea uraként tűnik fel. Ebben az évben, húga, Julianna és annak férje, ifj. Brisebarre Guidó hozzájárulásával eladott egy falut a johannita lovagrendnek 5000 bizánci aranyért. Az oklevelet maga Türoszi Vilmos érsek, a királyság kancellárja állította ki a jeruzsálemi Legfelsőbb Bíróságon, és a legrangosabb személyek tanúsították: IV. Balduin jeruzsálemi király, Ibelin Balduin, Ramla ura (Valter mostohaapja, aki 1175-ben vette feleségül az elözvegyült Gothman Izabellát), Lusignan Guidó és Lusignan Imre főhadparancsnok. A király november 14-én Akkóban szentesítette az eladást.
A IV. Balduin uralkodása alatti torzsalkodásokban Valter mostohaapja, Ibelin Balduin bárói csoportjához csatlakozott. Amikor Lusignan Guidó mint a királyság megbízott régense 1183-ban hadsereget vezetett Bejszánnál Szaladin betörő hada ellen, a bárócsoport, benne Valter, lebeszélte Guidót a túlerővel szembeni nyílt konfrontációról, majd pedig bepanaszolták a királynál, mondván, a bizonytalan Guidó nem való hadvezérnek. IV. Balduin ekkor megfosztotta Guidót régensi pozíciójától.
1187 júliusában, a hattíni vereség után Valter III. Tripoliszi Rajmunddal, Joscelin de Courtenay-vel, Szidóni Rajnalddal és Gibelet-i Rajmunddal együtt írta alá azt a szerződést, amelyben szövetséget kötöttek Genovával Türosz megvédésére. Amikor Montferrati Konrád Türoszba érkezett, Valter a városban maradt, és segített a védekezésben. 1187 októbere és 1188 májusa között Konrád öt határozatát látta el kézjegyével. Ekkor már a caesareai uradalom teljes egészében a muszlim hódítók kezén volt.
Valter részt vett Akkó ostromában, vagyis a szaracénoktól való visszavételében, itt is halt meg. Az ostrom 1189. augusztus 28-tól 1191. július 12-ig tartott, a Lignages d’Outremer című genealógia mindössze annyit mond, hogy „Valter Akkó visszavételénél esett el” (Gautier fu occis ou recouvrer d’Acre). Louis de Mas Latrie 19. századi francia történész ezt úgy értelmezte, hogy a város visszavételének napján. Halála előtt visszaadományozta a johannitáknak Altafia falvát, amelyet apja vásárolt meg tőlük, miután a nagyapja 1146-ban eladta nekik. Az ajándékozási aktust húga és utóda, Julianna 1197-ben megerősítette. Oroszlánszívű Richárd 1192-ben visszahódította Caesareát, és 1197-ben Julianna már mint „Caesarea úrnője” tűnik fel.

## Fordítás
- Ez a szócikk részben vagy egészben  a   Walter II Grenier című angol Wikipédia-szócikk ezen változatának fordításán alapul.  Az eredeti cikk szerkesztőit annak laptörténete sorolja fel. Ez a jelzés csupán a megfogalmazás eredetét és a szerzői jogokat jelzi, nem szolgál a cikkben szereplő információk forrásmegjelöléseként.